# Charles Lavaivre
Charles Lavaivre (né le 14 février 1905 à Chamonix, mort le 20 mars 1967) est un joueur professionnel français de hockey sur glace.

## Carrière
Charles Lavaivre est un joueur du Chamonix Hockey Club.
Charles Lavaivre est le fils de Jean Lavaivre, maire de Chamonix, organisateur des Jeux Olympiques d'hiver de 1924.
Charles Lavaivre fait partie de l'équipe de France aux Jeux olympiques de 1924 à Chamonix. Il remplace Maurice del Valle pour le match contre les États-Unis qui est une défaite 0 à 22 buts, la plus large défaite de l'équipe de France.